# Der glücklichste Millionär
Der glücklichste Millionär (Originaltitel: The Happiest Millionaire) ist ein US-amerikanisches Filmmusical von Walt Disney aus dem Jahr 1967 mit Fred MacMurray und Greer Garson in den Hauptrollen.

## Handlung
Philadelphia 1916: Anthony J. Drexel Biddle ist ein exzentrischer Millionär, der in seiner Freizeit am liebsten Alligatoren züchtet und Schülern der Bibel-Klasse militärische Strategien und Selbstverteidigung beibringt. Seine Tochter Cordy ist vom Verhalten ihres Vaters alles andere als angetan, zumal die jungen Männer der Stadt Angst vor ihm haben und sich deshalb nicht trauen, Cordy auf ein Rendezvous einzuladen. Auf Anraten von Tante Mary Drexel schicken Biddle und seine Frau Cordelia ihre aufmüpfige Tochter auf ein Mädcheninternat nach New Jersey. Kurz nachdem Cordy in New Jersey eingetroffen ist, verliebt sie sich in Angie Duke, einen jungen Erben eines Tabak-Imperiums.
Nach der Bekanntgabe ihrer Verlobung begleitet Cordy Angie nach New York, um der feinen Gesellschaft vorgestellt zu werden. Angies Mutter nimmt Cordie sogleich unter ihre Fittiche und führt sie in die gehobenen New Yorker Kreise ein. Biddle plant derweil eine große Gartenparty anlässlich der Verlobung. Als er und Gattin Cordelia Angie schließlich kennenlernen, sind sie gegen die Verbindung. Es kommt zum Streit und Angie verlässt wütend die Feier.
Daraufhin schicken die Biddles ihren neuen Butler John Lawless dem jungen Großerben hinterher, um ihm nachzuspionieren. Lawless verfolgt Angie bis in ein irisches Pub und initiiert eine Kneipenschlägerei, wodurch Angie schließlich im Gefängnis landet. Am darauffolgenden Morgen treffen dort die Biddles und Mrs. Duke ein, um Angies Kaution zu bezahlen. Die Biddles geben letztlich ihre Vorbehalte gegen Angie auf und heißen ihn in ihrer Familie willkommen.

## Hintergrund
Es handelt sich um die Leinwandadaption des Bühnenstücks The Happiest Millionaire von Kyle Crichton, das wiederum auf dem Buch My Philadelphia Father von Cordelia Drexel Biddle beruht. Biddle hatte mit ihrem Buch eine Biografie über ihren Vater Anthony Drexel Biddle (1874–1948) verfasst, einem Millionär aus Philadelphia, der sich durch finanzielle Unabhängigkeit exzentrische Hobbys wie das Züchten von Alligatoren und das Ausüben von Kampfsportarten leisten konnte. Er diente als Colonel der US-amerikanischen Streitkräfte sowohl im Ersten als auch im Zweiten Weltkrieg.
Das Bühnenstück The Happiest Millionaire wurde von 1956 bis 1957 insgesamt 271 Mal am Broadway mit Walter Pidgeon in der Titelrolle aufgeführt. Pidgeon ist vor allem für seine acht gemeinsamen Filme mit Greer Garson bekannt, die im Film die Rolle der Mrs. Biddle übernahm. Es sollte Garsons letzter Kinofilm werden. Gleichzeitig war es auch der letzte Film, bei dem Produzent Walt Disney persönlich die Dreharbeiten begleitete. Er starb 1966 mehrere Monate vor der Veröffentlichung des Films am 23. Juni 1967.
Ursprünglich betrug die Laufzeit des Filmmusicals 164 Minuten. Da sich Kritiker über die Länge des Films beschwerten, wurde er nach der Premiere für die Veröffentlichung in US-amerikanischen Kinos auf bis zu 141 Minuten gekürzt (in Deutschland auf 122 Minuten). Dabei wurde unter anderem eine Gesangseinlage von Garson zu dem Lied It Won’t Be Long ’Til Christmas herausgeschnitten. Für eine Ausstrahlung im US-Fernsehen im Jahr 1984 wurde der Film restauriert und ebendiese Szene wieder ergänzt.

## Musik- und Tanznummern
- What’s Wrong With That? (Richard M. Sherman/Robert B. Sherman)
- Watch Your Footwork (Sherman/Sherman)
- Valentine Candy (Sherman/Sherman)
- I’ll Always Be Irish (Sherman/Sherman)
- Bye-Yum Pum Pum (Sherman/Sherman)
- Are We Dancing? (Sherman/Sherman)
- There Are Those (Sherman/Sherman)
- Let’s Have a Drink On It (Sherman/Sherman)
- Fortuosity (Sherman/Sherman)
- Detroit (Sherman/Sherman)
- It Won’t Be Long ’Til Christmas (Sherman/Sherman)

## Kritiken
Bosley Crowther von New York Times beschrieb den Film als „überdekorierten, aufgeblasenen und verkitschten Versuch, Millionäre ebenso urig wie alte Boxer oder irische Streithähne darzustellen“. Greer Garson habe eine Vorstellung geliefert, „die stark an ihre Mrs. Miniver erinnert“. Fred MacMurray wiederum wirke an ihrer Seite wie ein „plattfüßiger Aristokrat“. Dass diese Paarung nicht funktioniere, sei „vorhersehbar“ gewesen. Variety befand, dass es Fred MacMurray „komfortabel“ gehabt habe, eine „exzellent“ geschriebene Rolle zu spielen. Dabei werde er von Greer Garson „herrlich ergänzt“. Zudem spiele Lesley Ann Warren „die Tochter im Teenager-Alter mit Charme und Ausstrahlung“.
Craig Butler vom All Movie Guide meinte, dass dem Film „leider der Charme […] seines Vorgängers“ Mary Poppins fehle. Norman Tokars Regie sei „solide, aber uninspiriert“. Die Filmmusik sei „schön, aber nicht gut genug, um die Makel des Drehbuchs und der Regie zu verdecken“. Fred MacMurray sei jedoch „ausgezeichnet, wenn auch stellenweise ein bisschen zu reserviert“. Lesley Ann Warren habe ihrerseits „ein verheißungsvolles und reizvolles Debüt“ gegeben und Geraldine Page stehle „die Show in nahezu jeder Szene, in der sie auftritt“. Herausgekommen sei alles in allem „ansehnliche Familienunterhaltung, aber auch nicht mehr“.
Für das Lexikon des internationalen Films war Der glücklichste Millionär ein „etwas zähflüssiger, aber netter Unterhaltungsfilm“, der mit „sorgfältiger Ausstattung“ und „vielen Musikeinlagen“ aufwarten könne. Das Fazit des Evangelischen Filmbeobachters lautete: „Nette Familienunterhaltung, wenn auch oft zähflüssig und langweilig. Mehr Schwung wäre dem Musical besser bekommen.“

## Auszeichnungen
Bei der Oscarverleihung 1968 war der Film in der Kategorie Bestes Kostümdesign für den Oscar nominiert. Kostümbildner Bill Thomas unterlag jedoch John Truscott, der die Trophäe für seine Kostüme in Camelot – Am Hofe König Arthurs erhielt. Tommy Steele war in der Kategorie Bester Nachwuchsdarsteller für den Golden Globe nominiert, den letztlich Dustin Hoffman für Die Reifeprüfung gewann.

## Soundtrack
- Richard M. Sherman/Robert B. Sherman, Robert B. Sherman: The Happiest Millionaire. Buena Vista 2002, 17 Songs auf einer CD.